# JR東日本253系電力動車組
253系是東日本旅客鐵道（JR東日本）的一個直流電特急型電力動車組系列，也是首款為來往機場的列車班次（成田特快）而製造的專用列車，於1991年（平成3年）3月19日投入服務。
253系由榮久庵憲司領導的GK工業設計負責設計，1991年獲通商產業省（現經濟產業省）頒授「優良設計獎」（商品設計部門），1992年獲鐵道友之會選為第32屆桂冠獎得主之一，同年更獲「世界鐵道設計會議」選為布魯內爾獎（Brunel Award）近距離列車部門最優秀獎得主，是日本首款獲頒此獎項的列車。253系由東急車輛製造和近畿車輛承造，從1990年（平成2年）至2002年（平成14年），5次共生產了111輛。
服務「成田特快」18年的253系，已於2010年（平成22年）6月30日全面退出「成田特快」的服務，由後繼車E259系繼續提供服務。大部分車輛已被拆毀，只剩下少部分轉用於其他路線。

## 番台區分

### 0番台、100番台
由於253系車輛分數批製造，而且不同批次的車輛之間的設備有差別，因此以下內容基本以列車製造批次來解釋列車的各種設計。

#### 第1批
首批253系於1990年投產，一共生產21列3輛編組列車，可分為兩組。第一種是編有0番台綠色車廂的列車，共有11列（編組編號：NE01－11）。另一種是編有100番台綠色車廂的列車，共有10列（編組編號：NE101－110）。這些列車全數交由大船電車區（現在的鎌倉綜合車輛中心）管理。
首批253系的設備均以251系和651系為基礎。主電動機和251系一樣，採用205系標準配備的MT61型直卷整流子電動機（120 kW/375V），齒輪比為1:4.82。制動系統則採用電傳操縱空氣制動（再生制動並用），另配備電傳操縱後備制動、限速再生制動和雪地用制動系統。轉向架採用DT56B/TR241型無枕梁轉向架。為了避免車廂在列車高速運行時擺動，並提升列車的舒適度，253系的轉向架上安裝了車廂減擺器和軸彈簧阻尼器。控制系統沿用界磁添加勵磁控制，考慮列車需要高速行駛，因此弱界磁率被限制在30%，以提升列車高速運行時的性能。
車體則以兩種原料製造：車廂的地板和車頂以不鏽鋼製造，其餘部分則以碳鋼製造。為了使列車能在擁有狹窄隧道的中央本線路段行駛，253系的車輛高度被限制在3,995mm。車體塗裝以黑、白、灰和紅色為主色，分別代表「黑暗無邊的宇宙」、「北極圈的白」、「平流層上灰色的天空」和「地平線上火紅的太陽」。此外車體兩側和兩端車頭的車門均塗上飛機形狀的標誌和「成田特快」的英文簡稱「N'EX」。初期之車輛的車體上除了有顯示目的地的方向幕外，還有方向幕型車廂編號顯示器，以容許列車並解結後能改變車廂編號。
由於「成田特快」列車會行駛品川－錦糸町的總武線、橫須賀線地下路段，因此253系車頭兩端設有緊急逃生門。配合自動風擋，當兩列253系連結時，連結兩端的車門會打開，形成一條互相通行的通道。但一般此通道只會給車掌使用，不會對乘客開放。另外，由於「成田特快」列車需要頻密的連結和分離，因此列車兩端均安裝了自動列車解結裝置，縮短連結和分離所需的時間，從而縮短行程。
車廂裝潢主要參考客機機艙的設計，以灰色和白色為主色。所有座椅上方均設有行李架，其設計也是類似機艙的有蓋行李架。車廂的其中一端也設有行李存放空間，供乘客擺放較大型的行李（如行李箱）。車窗則採用法國聖戈班所製造的大型玻璃。
內部方面，253系的綠色車廂分為兩個部份：近控制室一邊設有一個包廂，可容納4人。包廂設有豪華座椅和專用行李架，而面向通道的玻璃更可透過按鈕設定為不透光，保持私隱。其餘空間則為開放式綠色車廂。0番台開放式綠色車廂的座椅以每行1+1編排，全數座椅以30度外斜向車窗（座椅距離：1,090mm）；100番台開放式綠色車廂則是將每行1+1和1+2的座椅以梅花間竹的編排（座椅距離：1,340mm），以方便2－4名同行旅客的需要。綠色車廂的所有座椅均能調校角度。
普通車廂則採用全固定式座椅（座椅距離：2,040mm），每行以2+2全對向式編排。這種日本列車罕見的座位編排是要遷就來自歐美的主要乘客群。考慮到普通車廂的乘客一般都攜帶大量行李，因此除了前述的擺放空間外，椅背之間和座椅下方均留有空隙，容許乘客放置行李。
其他設備方面，每個車廂近車廂門的牆壁均安裝有一塊顯示行程的LED顯示板，車廂門正上方則有顯示車廂編號和廣播的LED顯示板（英、日雙語顯示）。而車門側的牆壁也安裝了顯示車廂編號和終點站的顯示板（英、日雙語交替顯示），防止乘客誤乘。另外，2號車廂近成田機場一邊的通道設有一個JR東日本查詢熱線的專用電話，方便旅客致電查詢（初期接受英語和日語的查詢，後期增加接受韓文和中文的查詢）。
由於「成田特快」列車車廂投入服務時列車上尚未全面禁煙，因此253系的通道設有吸煙室供乘客吸煙，但在2005年12月訂正時間表後隨著實行全部列車禁煙的措施後被廢除。

#### 第2－4批
由於「成田特快」列車受到好評，因此JR東日本決定把部分列車擴編為6輛編組。第2－4批車輛就是生產這些擴編用車輛。三批車輛分別於1992年（平成4年）、1994年（平成6年）和1996年（平成8年）生產，每組均包括2輛動車和一輛無動力車（253 - 252 - 253-100），一共生產了12組共36輛車輛。這些車輛被編入NE01－11和NE101編組中，成為第3、4和5號車廂。自此，6輛編組列車被稱為基本編組，而3輛編組則被稱為附屬編組。
和初製車輛比較，擴編車輛的車頂部分改以耐蝕性鋼板製造。而車廂的進氣口則從空氣調節系統本體移到車體兩側，令擴編車輛的外觀跟初製車輛有些差別。車廂裝潢方面，擴編車輛的座椅改採純黑色椅套，地板改用灰色圈形圖案的物料。行李架則改用半反光塗料。擴編車輛的座椅沿用初製車輛的版本，但普通等車廂的座椅編排則改採歐洲鐵路車輛較常用，全部座椅面向車廂中心（日本稱為）的編排。
車廂設備方面，擴編車輛的設備和初製車輛的相若。唯一不同的是5號車廂（253型100番台）設有公共電話。

### 200番台（第5批）
第5批車輛是為了應付2002年世界盃足球賽所帶來的人流而增造的列車，總數為12輛（2列6輛基本編組，編號為NE201、202編組）。由於採用的轉向架和設備均和原有的車輛不同，所以編為200番台（部份動車編為300番台）。
雖然這批車輛製造時變頻器已經成為鐵路車輛控制系統的標準，但這批車輛為了與初期製車輛相容，最終決定使用2列從中央、總武緩行線轉到武藏野線服務的205系列車更新設備後遺留的MT61型電動機、界磁添加勵磁控制系統等部件。而轉向架則改用DT69/TR254型。
這批車輛的車廂全面採用新的裝潢，加入無障礙的元素。例如將座椅重新編排，以提供輪椅泊位；座椅也全面安裝了扶手，方便行動不便的乘客。此外，新製列車還採用新型座椅和安裝開關門提示鈴及內嵌車廂門把手。方向幕則以LED顯示板整合原有的兩個方向幕。
綠色車廂方面，除了包廂的設計被保留外，其餘部分的設計均有更改。座椅方面換裝新型座椅，並採用每排2+1編排（車廂兩端則為1+1編排），令車廂載客量從24人提升至32人。而原有的仿航空機行李架的設計則改用一般的開放式設計，以簡化維修程序和方便乘客。隨著這個改動，車廂內照明裝置（螢光管）的保護蓋也被改動，以切合新設計。
普通車廂方面，由於採用了可調校角度的新型座椅，令座椅可擺放行李的空間減少。其他車廂內部的裝潢，如行李架的設計跟新型綠色車廂相似。此外，洗手盤改以縱向擺放，並和綠色車廂的洗手盤一樣，在門口加上分隔簾。

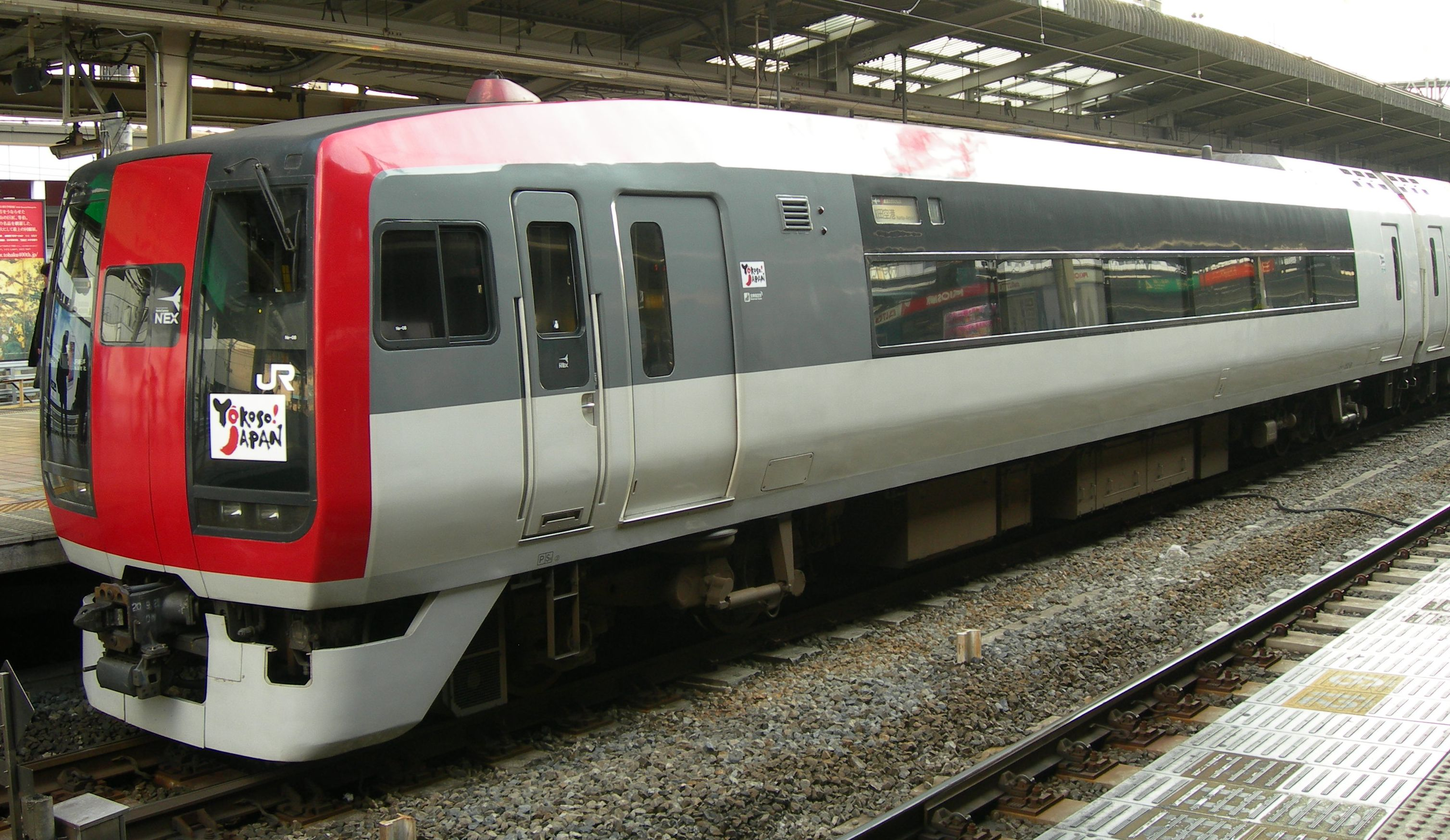
252型
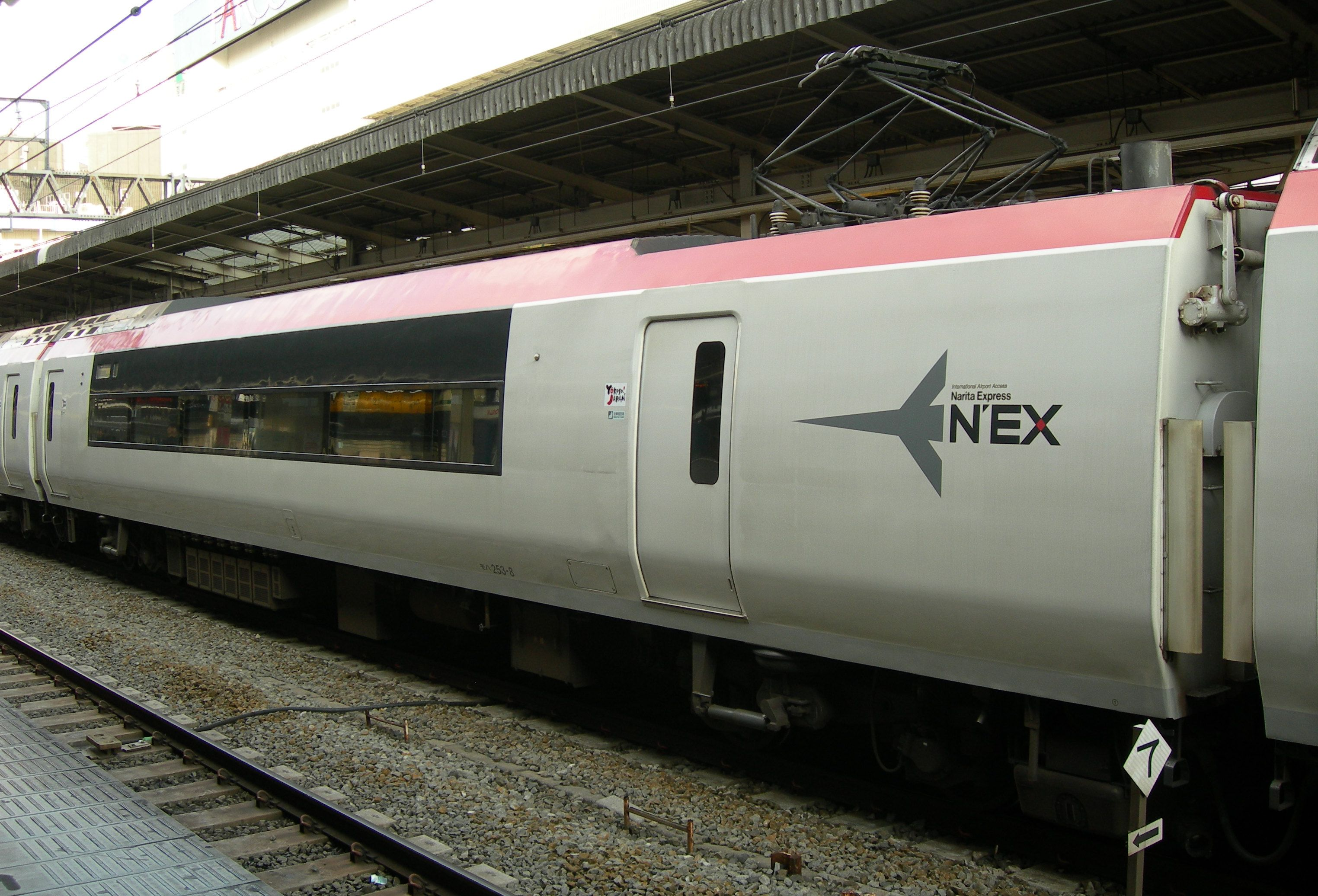
253型
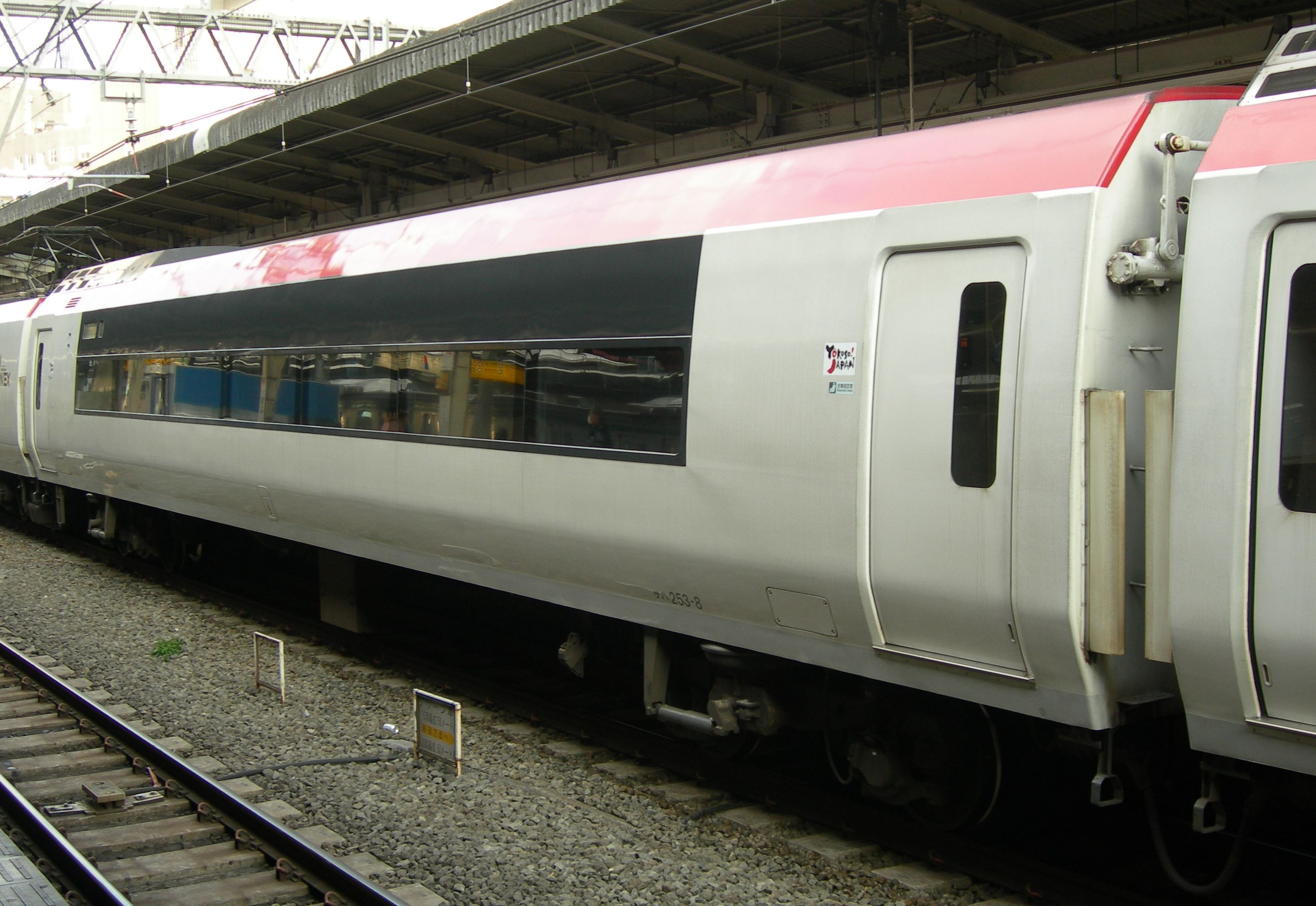
253型
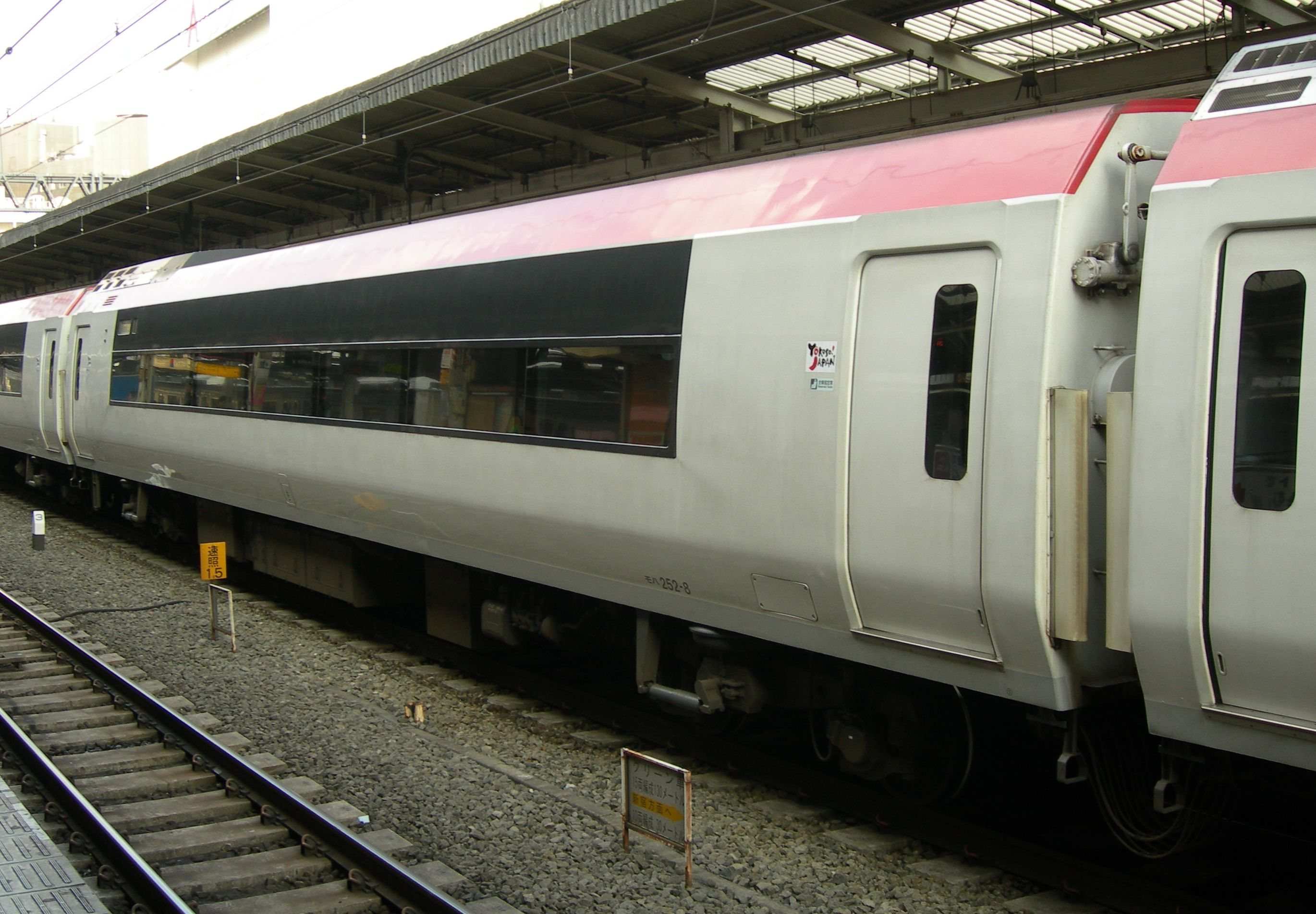
252型
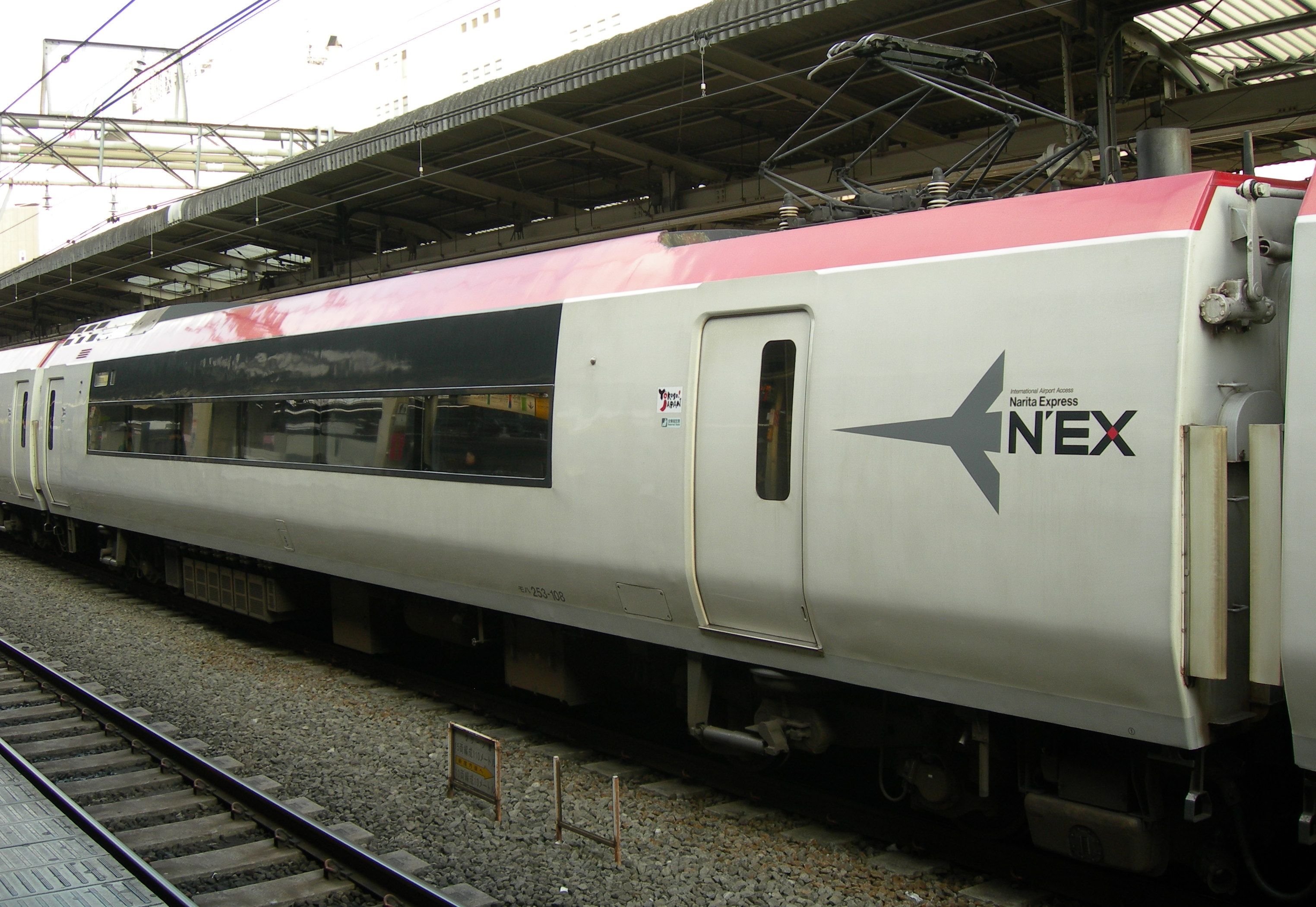
253型100番台
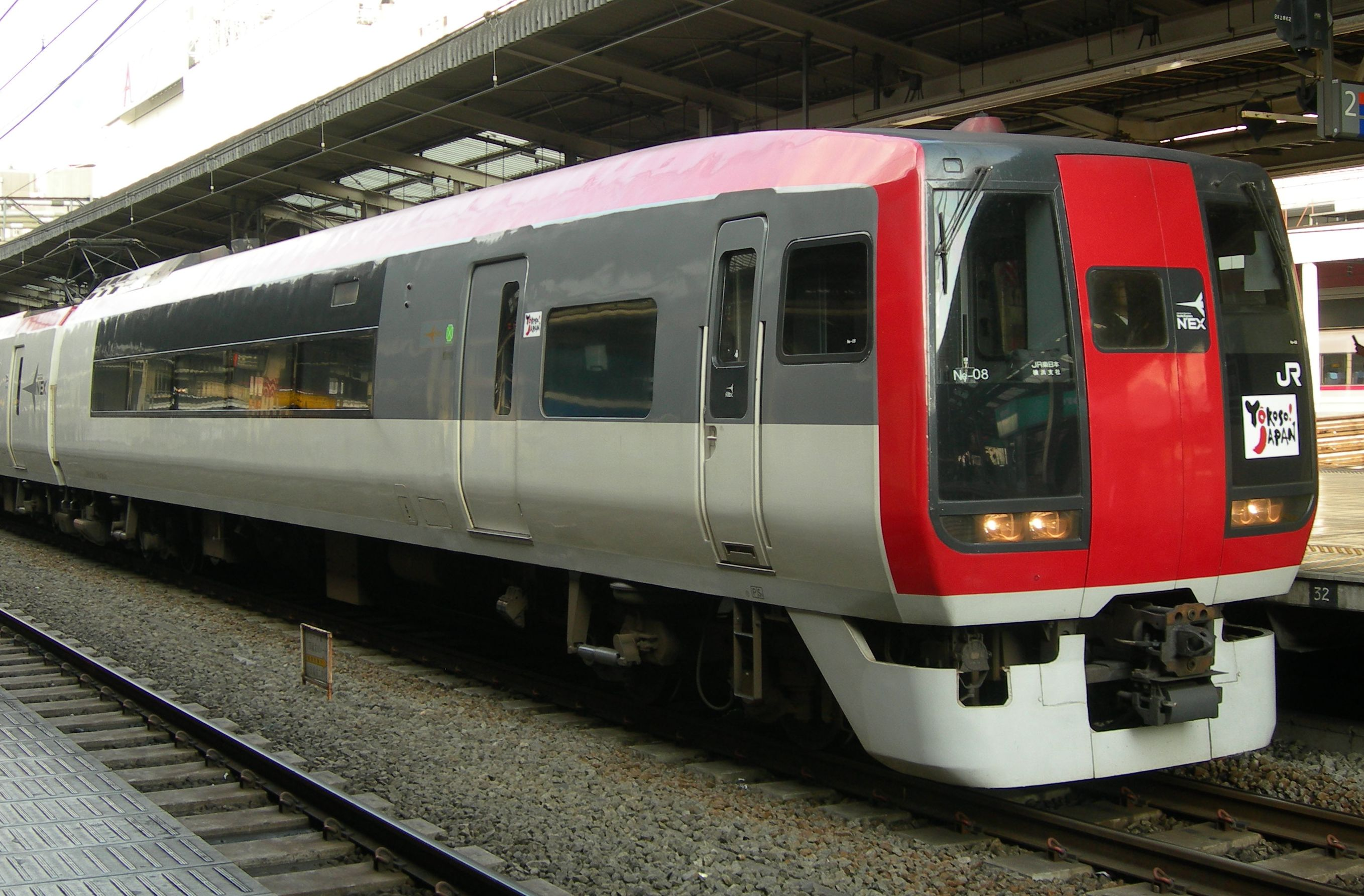
253型

### 1000番台

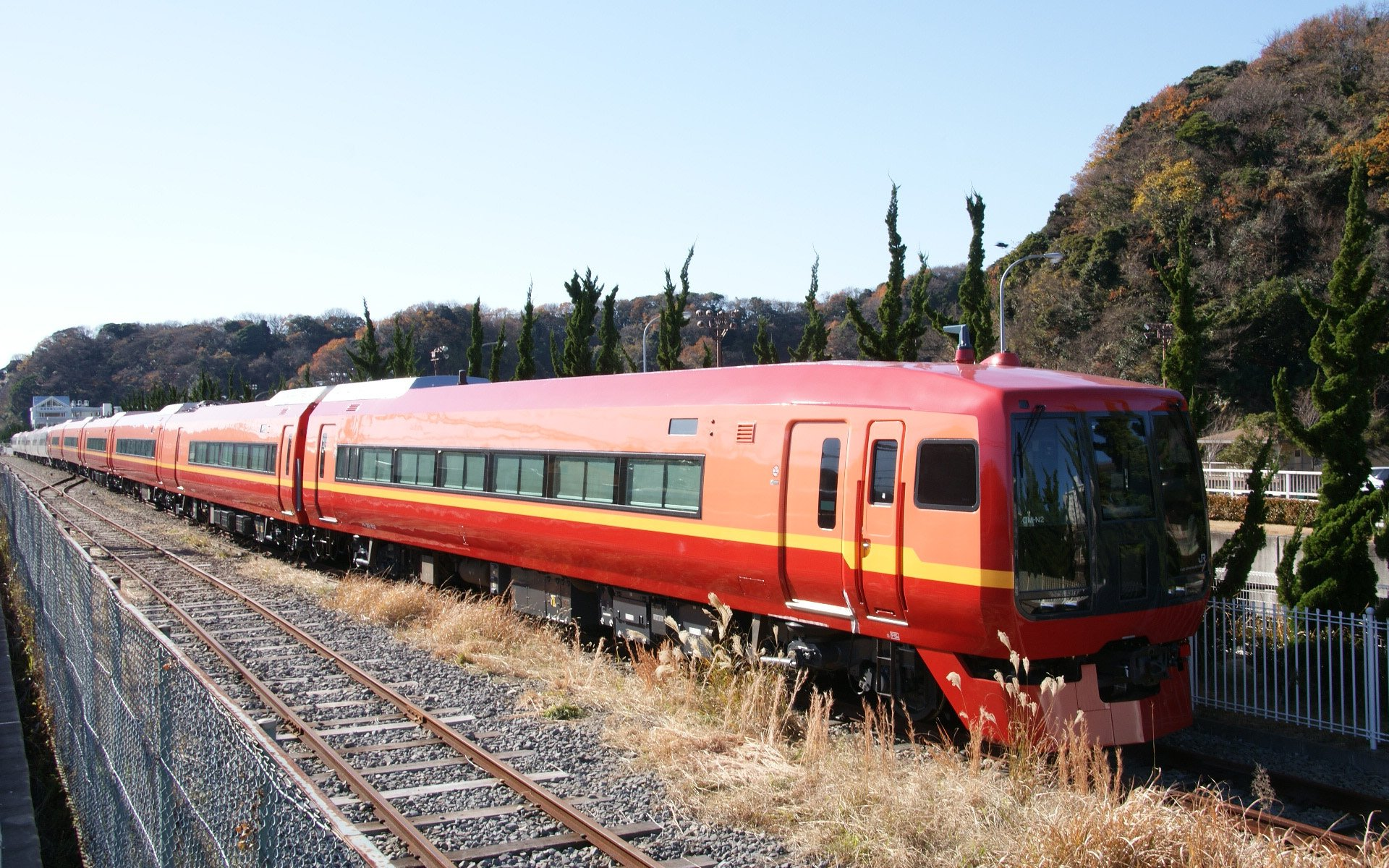
於東急車輛完成改裝的253系1000番台OM-N2編組

2010年11月，JR東日本大宮支社公布253系第5批的2列6輛編組列車正進行更新。更新後的番台區分為1000番台，於2011年6月4日起服務來往新宿和東武日光的日光號及鬼怒川號特急列車，取代485系和189系列車。
新列車維持6輛編組，但取消綠色車廂，載客量為290人。車體換上代表日光的新塗裝，車廂內部安裝全新座椅，增加座椅間距離。機器方面， 主控制器更新為現時常用的變頻式控制器，而電動機亦相應換裝較新的型號。
其中一列列車（OM-N02編成）已於2010年12月23日完成更新，自東急車輛出廠，另一列（OM-N01編成）則在大宮總合車輛中心完成更新，現在兩列列車已投入服務。

## 車廂改造工程
第5批車輛投入服務後，JR東日本將初期製車廂全面更新，換上新製車廂的裝潢，以統一列車形象。
首先被更新的是綠色車廂，工程於2002年至2003年陸續進行。基本（6輛）編組列車的綠色車廂全面換裝新製車輛的2+1編排的座椅（車廂兩端則為1+1編排）原有的仿航空機行李架的設計被廢除，全面改為開放式行李架。包廂則未被改造。
而附屬（3輛）編組列車的綠色車廂則因為綠色車廂的需要減少及應付增長的普通車廂需求而將開放式車廂改裝為普通車廂，僅保留包廂為綠色車廂。這些普通車廂的裝潢跟第5批普通車廂一樣，而方向幕則在改裝時一併改用第5批車輛使用的LED方向幕。
至於其他普通車廂，其後也於2003年至2004年陸續更新為第5批車輛採用的裝潢和座椅。直到現在（2009年4月），253系仍是JR集團內唯一採用歐洲鐵路車輛座椅排列方式的特急型列車。

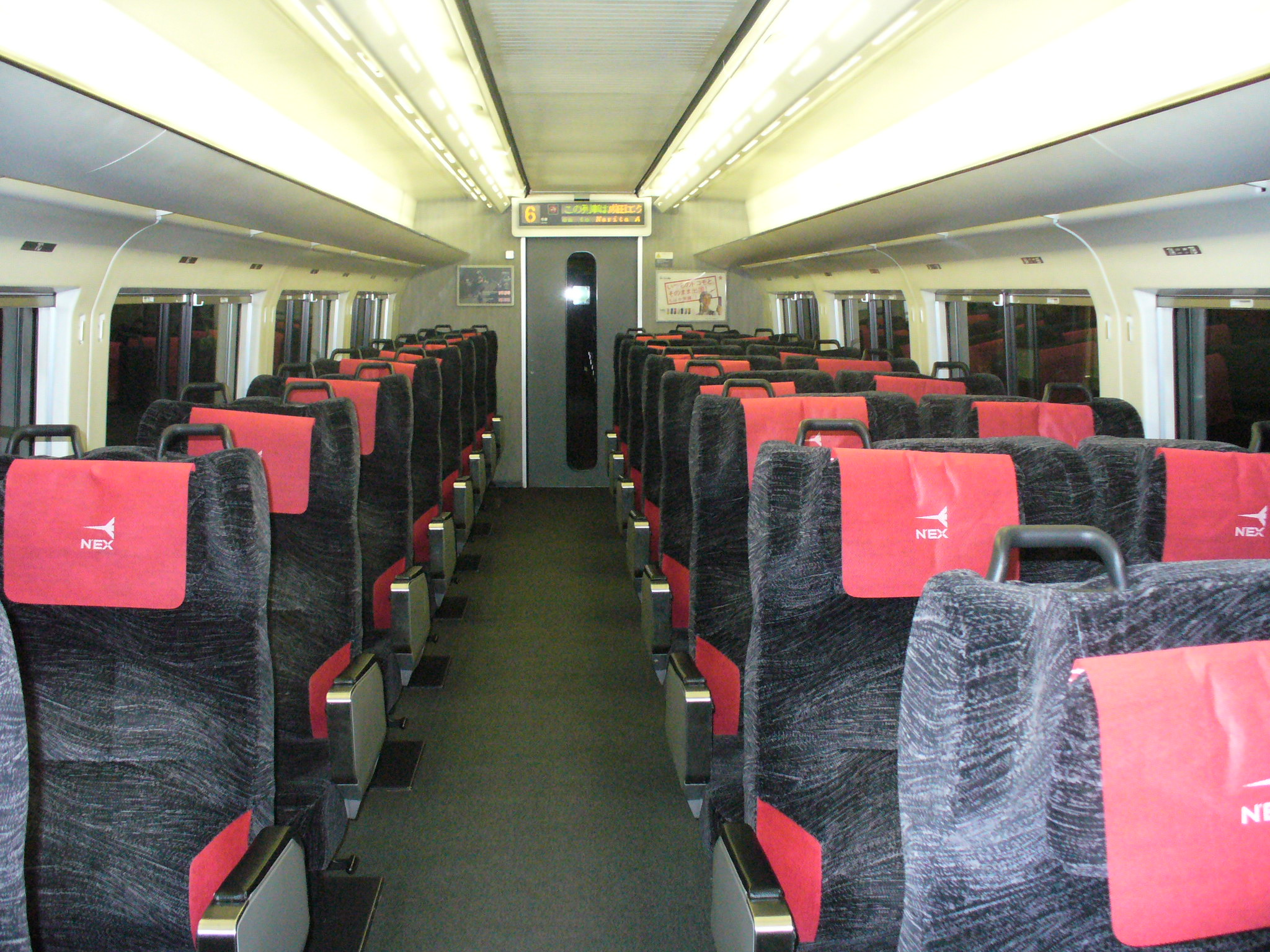
綠色車廂外觀
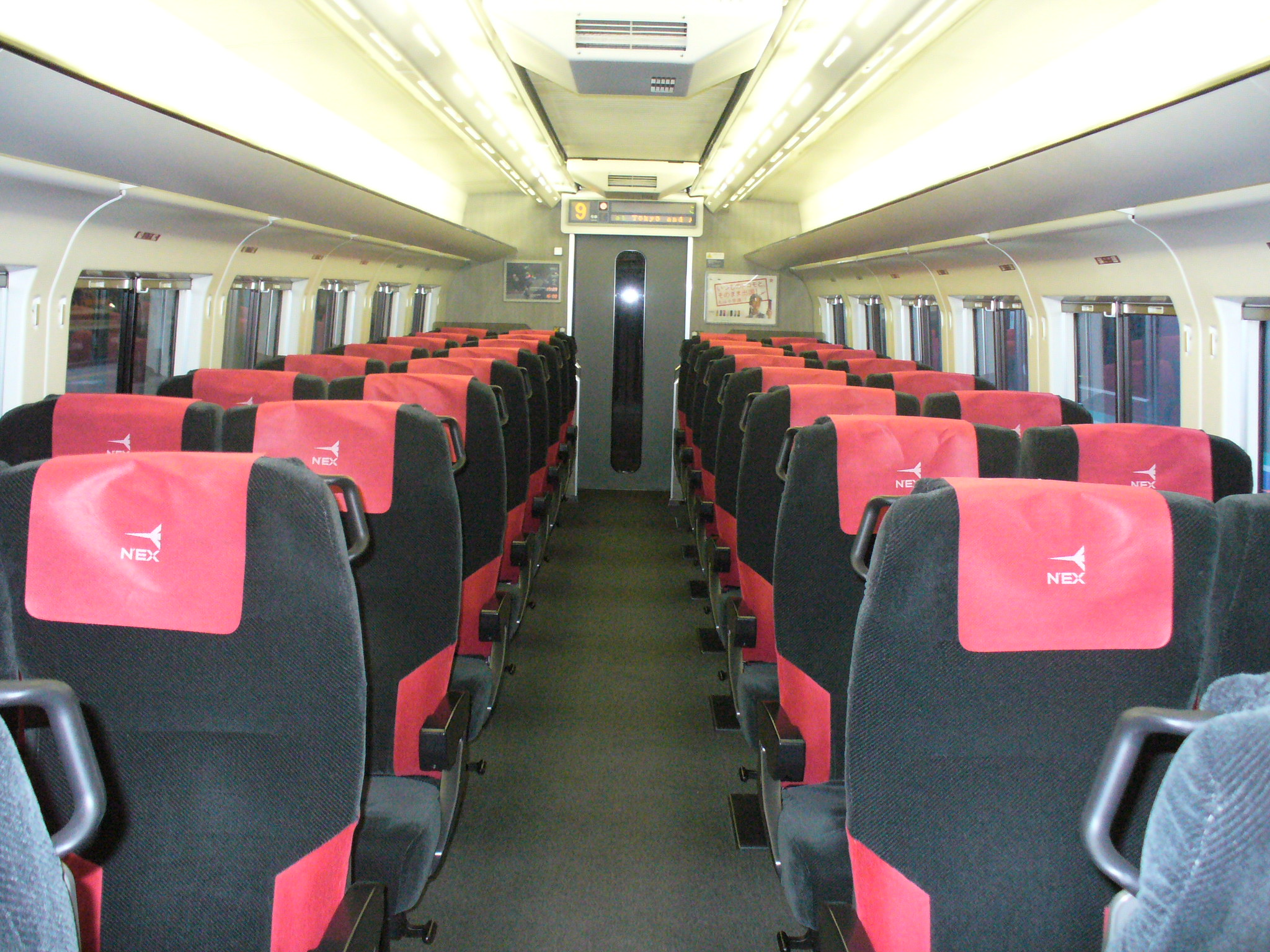
從綠色車廂改造的普通車廂外觀
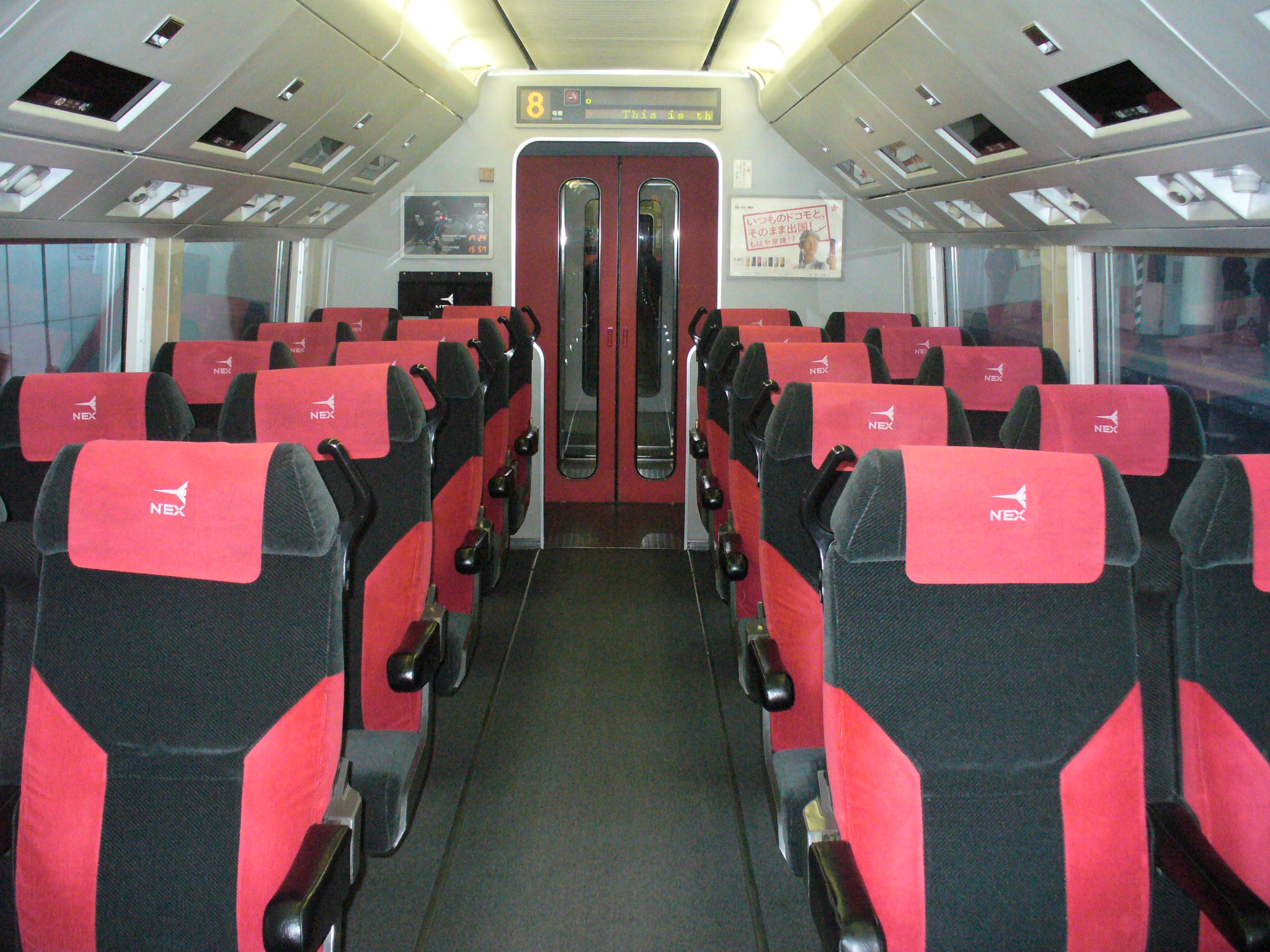
初期製普通車廂外觀，上方的行李架是其特色
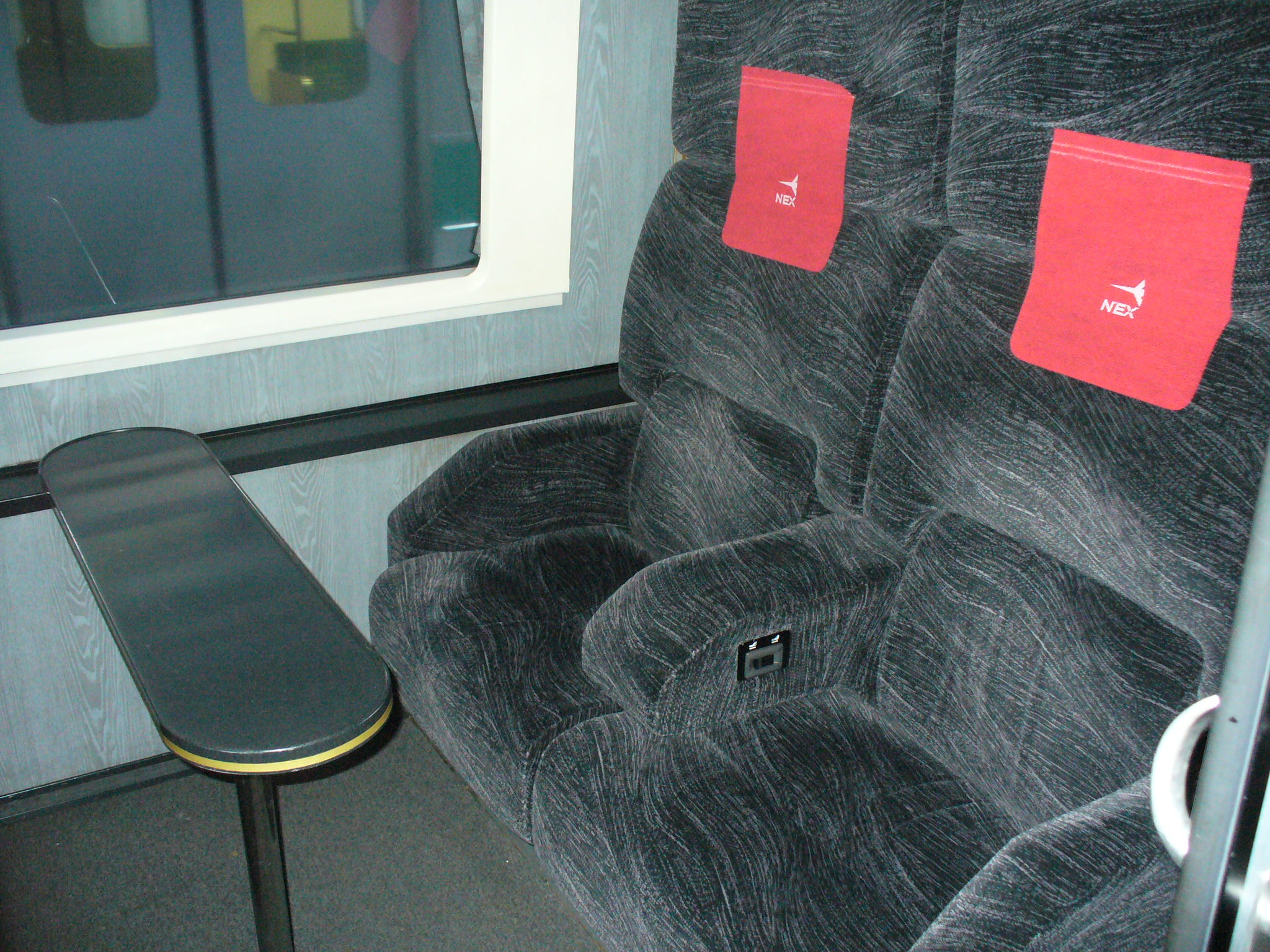
包廂座椅
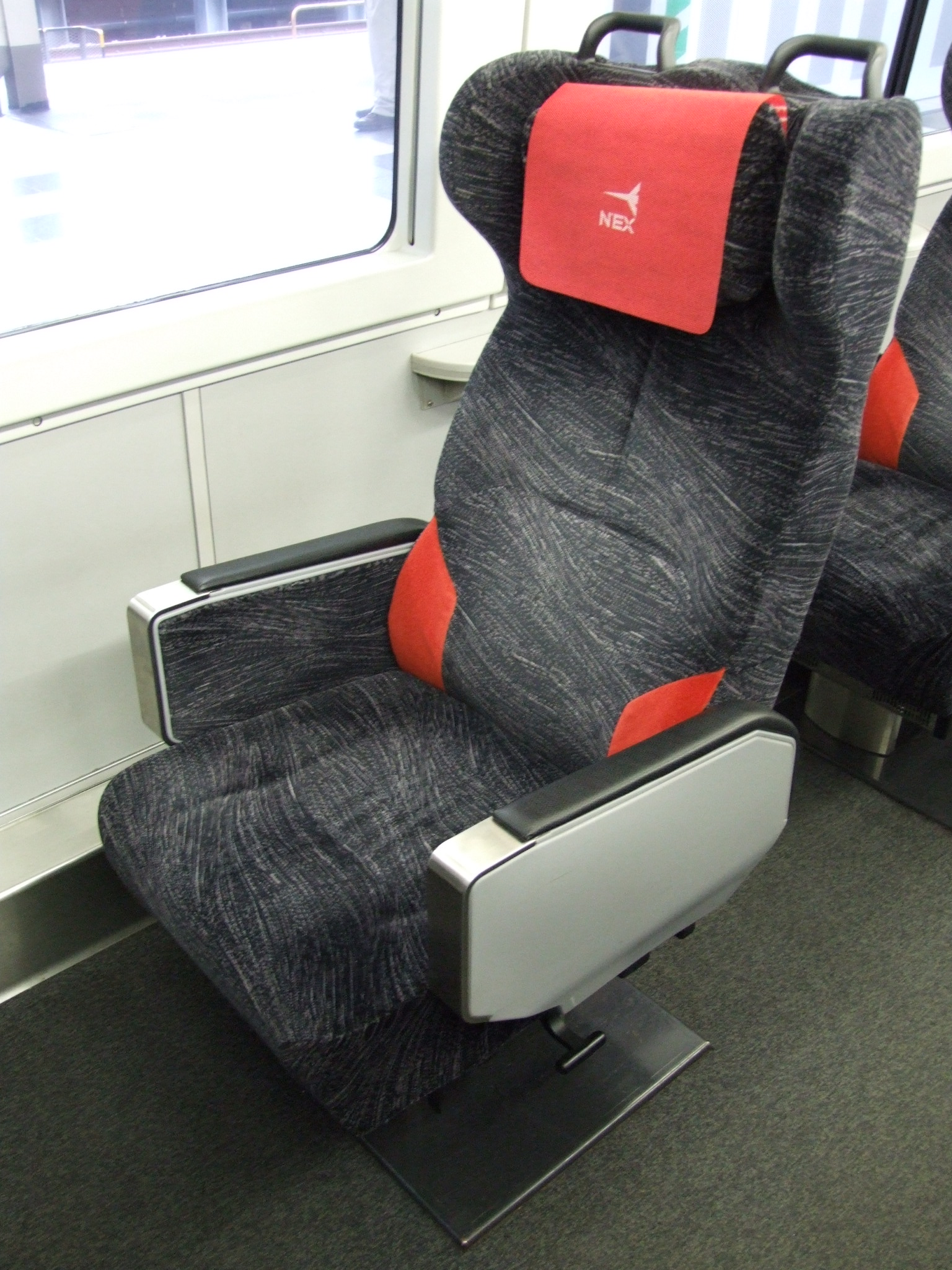
綠色車廂座椅（1人）
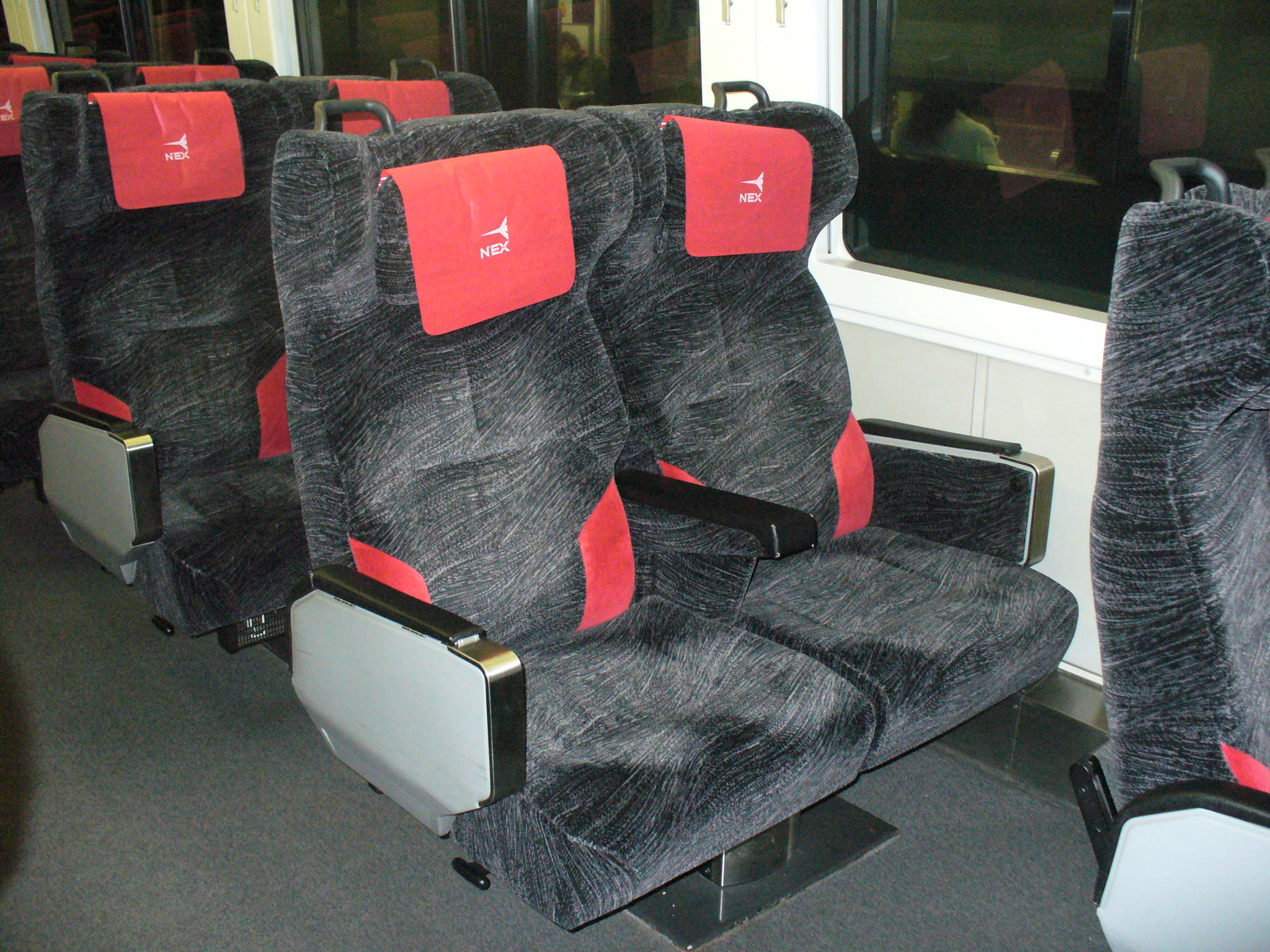
綠色車廂座椅（2人）
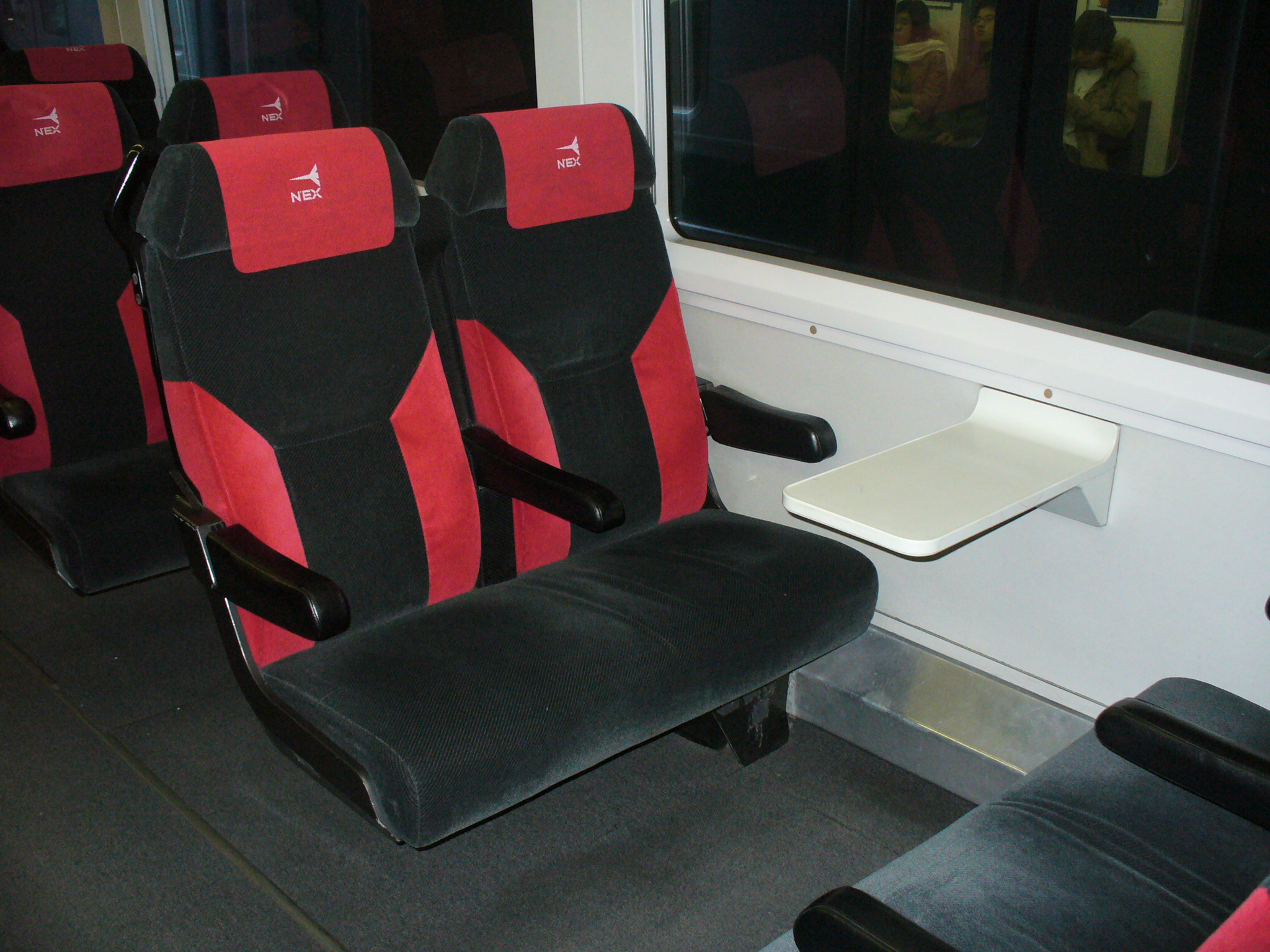
普通車廂座椅

## 列車運用

### 成田特快
1990年－1992年
1990年落成時，所有列車（共21列）均是3輛編組。
|          | ←成田機場方向東京方向→ |           |           |
| 車廂編號 | 3 (6 / 9)              | 2 (5 / 8) | 1 (4 / 7) |
| 集電弓   |                        | ◇         |           |
| 番台區分 | 253-0/100              | 253-0     | 252-0     |

1992年－2009年
1992年起，部分3輛編組列車擴編為6輛編組。而2002年落成的第5批列車則在出廠時已是6輛編組。E259系投入營運前，253系以3輛+3輛、3輛+3輛+3輛或3輛+3輛+6輛的編組營運。E259系投入營運後，則只以6輛編組營運，最長以6輛+6輛編組營運。
|         |          |          | ←成田機場方向東京方向→ |         |         |         |         |         |
| 6輛編組 | 車廂編號 | 車廂編號 | 6 (12)                 | 5 (11)  | 4 (10)  | 3 (9)   | 2 (8)   | 1 (7)   |
| 6輛編組 | 集電弓   | 集電弓   |                        | ◇       |         |         | ◇       |         |
| 6輛編組 | 番台區分 | 第1－4批 | 253-0/100              | 253-100 | 253-0   | 253-0   | 253-0   | 252-0   |
| 6輛編組 | 番台區分 | 第5批    | 253-200                | 253-300 | 253-200 | 253-200 | 253-200 | 252-200 |
| 3輛編組 | 車廂編號 | 車廂編號 | 6 (9)                  | 5 (8)   | 4 (7)   |         |         |         |
| 3輛編組 | 集電弓   | 集電弓   |                        | ◇       |         |         |         |         |
| 3輛編組 | 番台區分 | 番台區分 | 253-0                  | 253-0   | 252-0   |         |         |         |

### 日光、鬼怒川
2011年投入日光、鬼怒川等列車服務的1000番台為6輛編組，僅有單一等級座位
|          | ←新宿方向八王子．日光．鬼怒川溫泉方向→ |          |          |          |          |          |
| 車廂編號 | 6                                      | 5        | 4        | 3        | 2        | 1        |
| 集電弓   |                                        |          | ◇        |          | ◇        |          |
| 番台區分 | 253-1000                               | 253-1000 | 253-1100 | 252-1000 | 253-1000 | 252-1000 |

### 臨時列車
253系是特急列車「成田特快」的專用列車，但也曾服務臨時列車班次。
自2003年（平成15年）起，253系多次在元旦日行駛來往池袋和成田的臨時特急列車班次，服務前往成田山新勝寺參拜的乘客。2007年7月，為了慶祝東海道本線橫濱－國府津段開業120周年，253系也曾服務來往横須賀線大船和橫須賀的團體紀念班次。
而於2010年7月17日，253系運行班次，來往大船和成田機場，作為253系告別「成田特快」服務的紀念班次。

## 退出「成田特快」
隨著後繼列車E259系於2009年10月1日投入服務，所有附屬編組列車均退出正常服務，令「成田特快」列車編組方式統一為6輛或12輛（兩列6輛編組列車連結）編組。而自2010年6月30日完成最後一日服務後，253系全面退出正常服務。自翌日（7月1日）起，「成田特快」列車統一以E259系列車營運。
自附屬編組退出正常服務起，部分列車已被運往長野拆毀。當時已有傳言指第1－4批列車將被拆毀，只保留第5批列車。最終至2010年9月，所有第1－4批列車均已被拆毀。
2010年6月，長野電鐵宣布購入2列3輛編組的253系（原Ne-107、Ne-108編組），并更名为2100系。2列列車被改裝為一人控制列車，於2011年2月26日起服務長野線新設的「雪猴」號特急列車，來往長野和湯田中。

### 特急「日光」用車改造
2010年底，12輛200番台完成翻新改造，並重編為1000番台，於2011年6月投入特急「日光」服務。
翻新重點如下：
- 重組列車：新列車為編組為200番台時期的1-2-3-5-4-6號車
- 撤除連結營運所需的設施（自動連結裝置、風擋），並設置車頭LED顯示器
- 更換旅客資訊系統，新系統得以日、英、韓、中四種語言顯示
- 安裝由東洋電機製的VVVF機電
- 改用燒結式閘瓦
- 更換保安裝置，由於「日光」會進入東武鐵道管理的路線，新設備能對應兩家業者的ATS裝置
- 座椅全數更換為迴轉式座椅，間隔為與東武SPACIA相同的1100mm，定員沒有變更
  - 此間格較「成田特快」時期大，為不減少定員，撤除其中一端的行李架，並增設窗戶
- 頭頂行李架改為開放式
- 6號車廂（クロ253形）綠色車廂普通化，換上以2-2佈置的新座椅，定員40名
- 取消包廂，原本的包廂改為業務用室
- 2號車廂（モハ253形）設置多功能室、自動體外除顫器

## 外部連結
- （日語）JR東日本車輛圖鑑－253系
- （日語）座席探訪－253系